# Neurobiologia roślin
Neurobiologia roślin – dyscyplina neurobiologii, której głównym założeniem jest postrzeganie roślin jako organizmów świadomych, inteligentnych i obdarzonych pamięcią, a przez to zdolnych do uczenia się i wykorzystywania zdobytej wiedzy w odpowiedzi na stres środowiskowy.